# 凌力
凌力（りょうりょく、1942年2月13日 - 2018年7月18日）は、中華人民共和国の小説家。本名は曾黎力。筆名は曾莉莉。代表作に小説『少年天子』。中国作家協会全委、北京作家協会副主席。

## 略歴
原籍は江西省于都県で、1942年2月13日に陝西省延安市に生まれた。
1965年西安軍事電信工程学院（現在の西安電子科技大学）卒業。卒業後は導彈工程の技術員となった。
1978年、中国人民大学清史研究所に転職。
1980年、彼は作品を発表し始めた。
1982年、中国作家協会に入会。

## 作品
1980年2月、中篇小説『幼年』、中国少年兒童出版社
1980年4月、長篇歴史小説『星星草』上卷、北京出版社
1981年10月、長篇歴史小説『星星草』下卷、北京出版社
1984年8月、中篇小説『火炬在燃燒』、中国少年兒童出版社
1987年8月、長篇歴史小説『少年天子』、北京出版社
1989年4月、中篇小説『失落在龜茲古道的愛』、中国青年出版社『小説』双月刊
1990年9月、清史知識叢書『生死飲食男女：清代民俗趣談』、中国人民大学出版社
1991年8月、長篇歴史小説『傾城傾国（上、下）』、江蘇文芸出版社；1996年8月、北京出版社重版
1993年7月、長篇歴史小説『暮鼓晨鐘：少年康熙』、北京出版社
1994年12月、清史叢書『清宮之謎』中兩種——『滄海珠』和『多情誤』、中国人民大学出版社
1998年11月、『凌力文集』12卷本、経済日報出版社、陝西旅遊出版社
1999年8月、長篇歴史小説『夢斷関河』、北京出版社出版
2008年2月、長篇歴史小説『北方佳人』、北京出版社出版

## 受賞
1991年、長篇歴史小説『少年天子』、第3回茅盾文学賞。
1995年、長篇歴史小説『暮鼓晨鐘：少年康熙』、北京市慶祝国慶45周年征文佳作賞。
2000年、長篇歴史小説『夢斷関河』、第二回北京市文学芸術賞、第一回老舍文学賞、姚雪垠長篇歴史小説賞。